# Principado de Lucca y Piombino
El Principado de Lucca y Piombino (del italiano: Principato di Lucca e Piombino) fue un estado napoleónico localizado en la Toscana (Italia) que existió de 1805 a 1815.
El 23 de junio de 1805 por petición del Senado de Lucca, se constituyó el principado de Lucca y Piombino, que se asignó a la hermana de Napoleón Bonaparte, Elisa Bonaparte, y a su marido Felice Bacciocchi.

## Formación
El Estado surgió como resultado de la anexión del Principado de Lucca (est. 22 de junio de 1805), la antigua República de Lucca y la ocupación por Francia desde finales de 1799, y la anexión del Principado de Piombino, siendo Elisa Princesa de Piombino desde marzo de aquel año. Los Principados combinados fueron entonces gobernados por una única monarquía. Elisa era la Princesa reinante de Piombino y Lucca. Su marido Felice Pasquale Baciocchi se convirtió en el Príncipe titular de Piombino.

## Gobierno

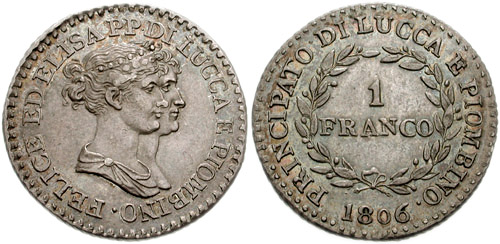
Franco del Principado de Lucca y Piombino (1806).

La Constitución del principado fue redactada por Napoleón el 22 de junio de 1805, estableciendo un Consejo de Estado para asistir a la Princesa, y un Senado legislativo.
El principado adoptó el franco francés como moneda propia, aunque se acuñaron algunas pocas monedas locales especiales.
El 3 de marzo de 1809, como parte del Tratado de Fontainebleau, su hermano Napoleón creó el Gran Ducado de Toscana, con Elisa reinando como Gran Duquesa toda la Toscana desde Florencia. La región había sido anexionada al Imperio francés dos años antes, del anterior Reino de Etruria (1801-1807). Desde entonces el Principado de Lucca y Piombino formó parte del Gran Ducado de Toscana, y como consecuencia un territorio del Primer Imperio Francés. Sí tenía un estatuto especial, y fue elegido un prefecto (Antoine-Marie-Pierre de Hautmesnil). Sin embargo, el territorio nunca fue nombrado como un departamento de Francia.

## Final
El 13 de marzo de 1814 William Bentinck ocupó Lucca, terminando con el control francés. Según lo acordado en el Congreso de Viena el Piombino, fue otorgado al Gran Ducado de Toscana.
El 11 de abril de 1814 los artículos III y VII del Tratado de Fontainebleau concedió a Napoleón Bonaparte la isla de Elba como principado, más una guardia personal de 400 voluntarios.
Lucca fue restituida como un Estado con estatus separado como Ducado de Lucca (1815-1847). El Congreso de Viena (1814-1815) concedió el ducado a la infanta María Luisa de España, reina exiliada de Etruria, quien hizo caso omiso de la constitución impuesta sobre ella por el Congreso de Viena y gobernó de forma absolutista.